# The Galena Territory
The Galena Territory es un lugar designado por el censo ubicado en el condado de Jo Daviess en el estado estadounidense de Illinois. En el Censo de 2010 tenía una población de 1058 habitantes y una densidad poblacional de 34,83 personas por km².

## Geografía
The Galena Territory se encuentra ubicado en las coordenadas 42°23′36″N 90°19′33″O / 42.39333, -90.32583. Según la Oficina del Censo de los Estados Unidos, The Galena Territory tiene una superficie total de 30.38 km², de la cual 29.48 km² corresponden a tierra firme y (2.93%) 0.89 km² es agua.

## Demografía
Según el censo de 2010, había 1058 personas residiendo en The Galena Territory. La densidad de población era de 34,83 hab./km². De los 1058 habitantes, The Galena Territory estaba compuesto por el 98.2% blancos, el 0.28% eran afroamericanos, el 0.19% eran amerindios, el 0.57% eran asiáticos, el 0.19% eran isleños del Pacífico, el 0.09% eran de otras razas y el 0.47% pertenecían a dos o más razas. Del total de la población el 1.61% eran hispanos o latinos de cualquier raza.